# 阿科尔
阿科尔（哈萨克语：‎，“白湖” 之意）是哈萨克斯坦阿克莫拉州的一个镇，距离首都阿斯塔纳100公里，人口约3万（2007年）。當地也是阿科爾區的行政中心。當地的居民以哈薩克族和俄羅斯人為主。